# Topp die Torte
Topp die Torte ist ein Kinderspiel des österreichischen Spieleautors Wolfgang Warsch. Das Spiel ist für zwei bis vier Mitspieler konzipiert und erschien 2024 bei dem deutschen Verlag Schmidt Spiele. 2025 wurde es als Kinderspiel des Jahres ausgezeichnet.

## Hintergrund und Ausstattung
In dem Spiel Topp die Torte versuchen die Mitspieler in der Rolle von Tortenbäcker jeweils aus den verfügbaren Materialien die besten und damit punkteträchtigsten Torten zu bilden. Sie bauen ihre Torten schichtweise auf und garnieren sie, um Zuckerwürfel und Siegpunkte zu gewinnen.
Das Spielmaterial besteht neben der Spielanleitung aus einer Wertungstafel, 102 Zuckerwürfel
(je 18 in den Farben Blau, Pink, Grün, Lila und Orange sowie 12 goldene Zuckerwürfel), 66 Punktechips (je 22× Bronze, Silber und Gold), einem Würfel, 40 Tortenteilen, einem Tortentopper sowie jeweils vier Spielbrettern, Tortentellern, Wertungsmarkern und Spielfiguren.

## Spielweise
Das Spiel wird mit zwei bis vier Spielern gespielt, die gegeneinander spielen. Zur Spielvorbereitung bekommt jeder Mitspieler eines der Spielbretter, einen Tortenteller, eine Spielfigur und einen Werungsmarker. Die 40 Tortenteile werden gemischt und jeder Mitspieler bekommt sieben von ihnen, davon werden zwei Teile offen über die Spielbretter gelegt, der Rest bildet einen verdeckten Nachziehstapel. Die Wertungstafel kommt in die Tischmitte und jeder Mitspieler legt seinen Wertungsmarker auf das Startfeld der Wertungsleiste. Die Punktechips werden verdeckt zusammen mit den Zuckerwürfeln und dem Tortentopper ebenfalls in die Tischmitte gelegt.
Das Spiel wird über sieben Runden gespielt, in denen die Mitspieler jeweils ein Tortenteil auf ihre Torte bauen. Sie versuchen dabei, die Farbstreifen an den Tortenteile zu verbinden, um Punkte zu machen.
Zu Beginn jeder Runde entscheiden sich alle Mitspieler gleichzeitig, welches der beiden Totenteile sie auf die Torte legen möchten und markieren dieses mit der Spielfigut. Sie dürfen die Teile dabei auch drehen, dürfen die Ausrichtung nach der Auswahl aber nicht mehr ändern. Außerdem dürfen sie die Teile nicht an die bereits liegende Torte anlegen zum Probieren.
Das Spiel endet nach sechs Runden, danach kommt es zur Wertung. Die Spieler zählen jeweils die Sterne als Siegpunkte auf den gewonnenen Karten zusammen, einen Extrapunkt gibt es für zwei Lupenteile. Der Spieler mit den meisten Punkten gewinnt das Spiel und bekommt die Krone, bei einem Gleichstand gibt es mehrere Gewinner.
Danach werden die Teile in Spielerreihenfolge beginnend mit einem Startspieler auf die Torte aufgelegt, die Markierungen (Lakritzstäbchen) am Rand müssen bündig aneinander passen. Liegt das Schicht auf der Torte, wird kontrolliert, welche Farbstreifen durch das neu aufgelegte Tortenteil durch Überlappung miteinander verbunden sind und wie viele Zuckerwürfel auf dem dadurch entstehen Feld abgebildet sind. Der Spieler bekommt diese aus dem Vorrat und legt sie vor sich ab. Haben alle Spieler ihre Zuckerwürfel erhalten, verteilen sie sie auf die blauen Gläser ihrer Spielertafel, wobei in jedes Glas nur unterschiedliche Würfel gelegt werden dürfen; übrige Zuckerwürfel kommen in die grüne Flasche und können zu jeweils drei Würfeln gegen einen beliebigen anderen Würfel getauscht werden. Wenn ein blaues Glas die angegegebene Anzahl Zuckerwürfel enthält, ist es voll und darf geleert werden. In dem Fall darf sich der Spieler den unter dem Glas angegebenen Bonus in Form von Punktechips nehmen, auf dem Siegpunkte angegeben sind. Beim größten Glas bekommt der Spieler neben einem goldenen Punktechip einen weiteren Bonus, den er mit dem Würfel auswürfelt. Dies können weitere Zuckerwürfel, ein goldener Zuckerwürfel (als Joker für jede Farbe einsetzbar), Siegpunkte oder ein weiterer Punktechip sein. Sind auf den neu verbundenen Farbfelder oder dem Würfel zusätzliche Siegpunkte, darf der Spieler seinen Wertungsmarker direkt um die entsprechende Anzahl vorwärtsziehen.
Nachdem alle Spieler ihr Tortenteil angelegt und gewertet haben, geben sie ihr noch verbliebenes, offen liegendes Tortenteil an die Person links neben ihnen weiter und ziehen zusätzlich das oberste Tortenteil ihres verdeckten Nachziehstapels. Danach beginnt eine neue Runde analog der vorigen. In der letzten Runde haben alle Mitspieler nur noch ein Teil zur Auswahl, das sie in beliebiger Ausrichtung auf die Torte legen.
Das Spiel endet, wenn alle Mitspieler sieben Tortenteile angelegt haben. Zuletzt bekommen alle Mitspieler so vierle goldene Zuckerwürfel, wie auf ihrer fertigen Torte abgebildet sind und verteilen sie in ihre Gläser, die sie dann für weitere Boni auswerten können. Überschüssige goldene Zuckerwürfel können jeweils anach dem Leeren wieder in Gläser gelegt werden, sie kommen nicht in das Tauschglas. Danach folgt die Abrechnung der Punktechips, wobei diese in der Reihenfolge bronze, silber und gold gewertet und auf der Wertungstafel abgerechnet werden. Der Spieler, dessen Marker am Ende führt, gewinnt das Spiel und darf  die eigene Torte mit dem Torten-Topper krönen.

## Ausgaben und Rezeption
Das Spiel wurde von Wolfgang Warsch entwickelt und erschien im Herbst 2024 bei dem deutschen Spieleverlag Schmidt Spiele.
Es wurde im Juni desselben Jahres neben den Spielen Cascadia Junior und Die Mäusebande für das Kinderspiel des Jahres nominiert und konnte sich gegen diese durchsetzen. Die Jury begründete ihre Entscheidung wie folgt:

„Die buchstäblich vielschichtige Schätzaufgabe in „Topp die Torte!“ verzaubert die Spielenden beim ersten Anblick der glitzernden Zuckerwürfel. Die Aufgabe ist erfrischend aufregend und wurde mit einem cleveren Wertungsmechanismus kombiniert, der nicht nur thematisch stimmig ist, sondern dem Spiel eine taktische Ebene verleiht. Optisch ansprechend, mit einer perfekten Prise Glück und einem wahrlich zuckersüßen Thema. Was für ein Tortengenuss!“

## Belege
1. 1 2 3 4 5 6 7 8  
Offizielle Spielregeln für Topp die Torte, Schmidt Spiele 2024
2. ↑  
Versionen von Topp die Torte in der Datenbank BoardGameGeek; abgerufen am 5. Juni 2025.
3. 1 2  Topp die Torte auf der Website des Spiel des Jahres e.V.; abgerufen am 5. Juni 2025.